# 6820 Buil
6820 Buil (1985 XS) là một tiểu hành tinh vành đai chính được phát hiện ngày 13 tháng 12 năm 1985 bởi CERGA ở Caussols.